# 加利亚诺-德尔卡波
加利亚诺-德尔卡波（義大利語：Gagliano del Capo），是意大利莱切省的一个市镇。总面积16平方公里，人口5502人，人口密度343.9人/平方公里（2009年）。ISTAT代码为075028。